# Ratusz w Górowie Iławeckim
Ratusz w Górowie Iławeckim – ratusz miejski zlokalizowany na rynku (Placu Ratuszowym) w Górowie Iławeckim (województwo warmińsko-mazurskie).
Pierwotnie gotycka budowla z XIV wieku, została gruntownie przebudowana po 1655 roku i w latach 1846–1847. Jest to prostokątny, piętrowy, murowany budynek. Usytuowany na dawnych, wysokich piwnicach ma również zagospodarowane poddasze. Pokryty jest ceramicznym dwuspadowym dachem z naczółkami. Na środku kalenicy mieści się niewielka, ujęta na narożnikach pilastrami, kwadratowa wieżyczka z czterema tarczami zegarowymi. Zakończona metalową balustradą, pokryta jest blaszanym daszkiem tworzącym oryginalny prześwit utworzony przez arkadki wsparte na narożnych kolumnach. Na środku dachu mieści się iglica w formie stożka. Obecnie siedziba Urzędu Miasta i Gminy.